# Illa Fantasia
Illa Fantasia és un parc aquàtic situat a Vilassar de Dalt, a la comarca del Maresme. Va ser inaugurat el 1981 per qui va ser-ne el propietari, Antoni Sarrià. És un complex d'oci familiar que té 22 atraccions aquàtiques, repartides en més de 80.000 m².

## Història
El 1981, Antoni Sarrià, un empresari tèxtil amb èxit durant l'època dels 80, va decidir invertir en una de les seves propietats: una finca ubicada a Vilassar de Dalt de més de 80.000 m² en què es trobaven estables, un poliesportiu amb pistes de pàdel, una piscina, un petit tobogan i fins i tot una plaça de braus.
L'1 de maig de 1981 s'inaugura oficialment un complex d'oci compost per un poliesportiu amb pistes de tennis i squash, una plaça de braus, un restaurant i algunes atraccions aquàtiques. Després de l'excel·lent acollida d'aquesta idea, es va decidir instal·lar més atraccions aquàtiques i una discoteca, en el lloc on hi havia el poliesportiu. La plaça de braus va desaparèixer i es va transformar en un auditori.
Amb els anys, Illa Fantasia va evolucionar fins a convertir-se en un recinte d'oci amb una piscina d'ones, una zona de pícnic, un llac, un gran nombre de tobogans i un pàrquing.
En maig de 2005, Josep Maria Cama i Joan Molist van comprar la totalitat de les accions de Saleon, S.A., societat propietària del parc, i van continuar amb el negoci del seu predecessor.

## Una visita pel parc
El parc es distingeix per ser l'únic complex lúdic amb més de 10.000 m² de zona verda. Consta de 22 atraccions aquàtiques, tres macro piscines, un parc infantil, una zona de minigolf i una àrea de diversió. Compta amb més de 900 taules de pícnic en un ambient natural: un bosc de pins.
Dins del parc també hi ha cafeteries i restaurants, un self-service, una botiga, un caixer automàtic i diferents punts d'informació.
AquamaniaTres tubs tancats de 15 metres d'altura per baixar fins a arribar a una piscina.
BitourTres tobogans en revolt situats sobre un dels restaurants a 5 metres d'alçada.
EspiralUn tobogan aquàtic tancat que permet lliscar en una caiguda relaxada en cercles. Es va perdent intensitat a mesura que l'usuari s'apropa a la piscina.
EspirotubUn tobogan tancat, travessat pel sol, que baixa des d'una torre de 10 metres d'altura.
Jardí de les DelíciesDiverses escultures en forma de tubs de fins a 12 metres, de las quals brollen grans cascades d'aigua. S'ubiquen al voltant de dos grans piscines de més de 1000 m². A la nit, la seva il·luminació converteix l'espai en espectacle.
KamikazesUn llarg tobogan a 18 metres d'altura, a través del qual s'aconsegueix arribar a una velocitat de més de 60 quilòmetres per hora, que culmina en una piscina.
Laberint PirataEn una superfície de 1000m² hi ha fonts, sortidors d'aigua, vaixells enfonsats i quatre tobogans aquàtics que, des de la part més alta de l'estructura, baixen en forma de revolt. Un barril situat en el punt més alt deixa caure 250 litres d'aigua sobre aquells que es troben a la piscina.
MasiaDos tobogans, l'un a l'aire lliure i l'altre cobert, permeten baixar de manera molt ràpida.
MegatousConsta de quatre carrils independents, amb tres desnivells, compostos d'un material esponjós, recoberts d'una lona especial que permet un descens que rellisca molt.
MinitousUn tobogan tou de poca inclinació que acaba en una piscina de poca profunditat.
MultipistaUn descens de 20 metres a gran velocitat ple girs fins a arribar a la piscina.
Piscina d'onadesUna simulació d'una platja, però sense sorra. Consta de 2.000 m2 de superfície i més de 2 milions de litres d'aigua.
RàpidsQuatre tobogans amb revolts que proporcionen pujades i baixades.
Riu SalvatgeEs tracta de baixar per un tobogan a sobre d'un flotador. Amb més de 180 metres de longitud, el tobogan creua sobre la zona de picnic del parc oferint una vista completa.
SupertobogánUn súper tobogan dividit en dos amb un total de quatre metres de zona per lliscar. Un descens sobre una superfície tova amb una caiguda de 10 metres, on l'aigua impedeix veure el viatge fins a la piscina.
TorpedoEs tracta d'un tobogan de recorregut curt, tancat i ple de revolts i desnivells.
Zigs-zagsUn recorregut en ziga-zaga, a través de la vegetació, fins a arribar a la piscina, en tres tobogans diferents des del punt més alt de la torre.